# هاینتس مرتل
هاینتس مرتل (آلمانی: Heinz Mertel؛ زادهٔ ۱۹ ژوئیه ۱۹۳۶) تیرانداز اهل آلمان بود.
وی در مسابقات کشوری و بین‌المللی در مجموع برندهٔ ۱ مدال نقره شده‌است.